# قافله (فیلم ۲۰۰۷)
قافله (به هندی: Kaafila) یا کاروان (به انگلیسی: Caravan) فیلمی هندی محصول سال ۲۰۰۷ و به کارگردانی آمیتوج مون است. در این فیلم بازیگرانی همچون سانی دئول، آمیتوج مون، ثنا فخر، سارا لورن و آنتارا بیسواس ایفای نقش کرده‌اند.